# 阿聯酋中央銀行
阿聯酋中央銀行（阿拉伯语：‎）是阿拉伯聯合酋長國的中央銀行，發行貨幣迪拉姆（ISO 4217：AED）。銀行於1980年12月11日成立，總部設於首都阿布達比。其最重要的角色是監管銀行的貨幣和信貸政策。

## 外部連結
- 阿聯酋中央銀行官方網站 （页面存档备份，存于）